# والقاضي
والقاضي هي جماعة قروية في إقليم تارودانت بجهة سوس ماسة جنوب المغرب. وهي تضم 2146 نسمة، حسب الإحصاء العام للسكان والسكنى لسنة 2014. يقع مركز الجماعة على الطريق الجهوية رقم 109 بين تارودانت وإغرم، ويبعد عن مدينة تارودانت بـ 60 كلم.

## دواوير الجماعة
- دوار والقاضي
- دوار وانزكي
- دوار إسدريم
- دوار إغيل نونا
- دوار إجكاسن
- دوار سيدي بودالة
- دوار أكرض نوالوس
- دوار تزكي إدران
- دوار تزكي نوفلا
- دوار تزي نتلين
- دوار أنميد
- دوار سلاو
- دوار إغير نتزكا
- دوار تاسكا

## التعليم
قائمة المؤسسات التعليمية في جماعة والقاضي:
- مجموعة مدارس سيدي بودالة (المركزية: والقاضي / الوحدات: تزكي - تكميط - سيدي بودالة - أصفيد)
- مجموعة مدارس الزبير بن العوام (المركزية: إجكاسن / الوحدات: أكرض نوالوس - أكوجكال - أنميد - سلاو)

## الثقافة
نظمت جماعة والقاضي النسخة الأولى لمهرجان فن أحواش الدرست في سنة 2024، وقد تضمن المهرجان إلى جانب أحواش، فقرات فنية وثقافية ورياضية، والهدف منه التعريف بالمنطقة، والمساهمة في التعريف بمؤهلاتها.

## النقل
إنطلاقا من المحطة الطرقية لتارودانت، يمكن الوصول إلى مركز جماعة والقاضي عبر سيارات الأجرة الكبيرة التي تربط بين تارودانت وإيغرم، أو عبر حافلات نقل المسافرين القادمة من الدار البيضاء وأكادير خلال توقفها في تارودانت قبل وصولها إلى إيغرم و طاطا.